# Torpille Type 89
Pour la torpille japoanaise de la seconde guerre mondial, voir Torpille Type 89 (1929).

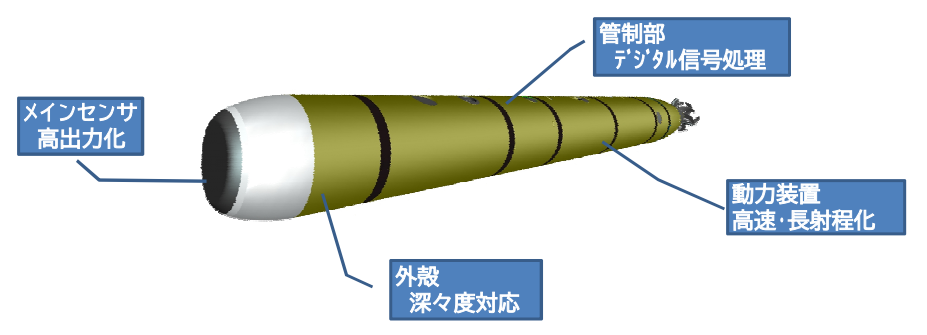
Représentation 3D de la torpille Type 89

La torpille Type 89 (développée sous le nom de « G-RX2 ») est une torpille sous-marine à tête chercheuse lancée par les Japonais et produite par Mitsubishi Heavy Industries. Elle remplaça la torpille type 72 non guidée. Le développement fut mené par l'Institut de recherche et de développement technique, un département du ministère de la Défense, et a débuté en 1970, la conception étant achevée en 1984. Développée à partir de la torpille type 80, celle-ci présente des capacités similaires à la torpille américaine Mark 48 ADCAP. Après avoir été officiellement approuvée en 1989 et nommée « Type 89 », cette torpille est actuellement embarquée à bord des sous-marins des classes Harushio, Oyashio et Sōryū, et l’était à bord de ceux de la classe Yūshio avant leur retrait du service actif en 2006.
Il s'agit d'une torpille filoguidée qui peut utiliser un ciblage actif ou passif. Par rapport à la torpille Mk-48 (ADCAP), elle est légèrement plus longue (6,25 m contre 5,79 m) et plus lourde (1 760 kg contre 1 676 kg), en dépit de quoi son ogive est plus légère (267 kg contre 295 kg). Cependant, elle peut être utilisée à une plus grande profondeur (900 m contre 800 m pour la Mk-48).
Son successeur est en cours de développement sous le nom de projet de « G-RX6 ».

## Caractéristiques
- Longueur : 6 250 mm
- Masse : 1 760 kg
- Diamètre : 533 millimètres
- Ogive : 267 kg
- Vitesse : 55 nœuds (102 km/h), max 70 nœuds (130 km/h)
- Autonomie: 27 milles marins (50 km) à 40 nœuds (74 km/h)
- Profondeur : 900 m